# Golden Bay (Malte)
Golden Bay (en maltais : Il-Mixquqa) est l'une des baies et plages de sable de Malte. Elle était auparavant connue sous le nom de Baie Militaire. La plage blanche est en pente douce, permettant aux nageurs de marcher facilement dans la mer. Golden Bay est la plage touristique la plus populaire de la région de Manikata. Plusieurs clubs de plage et un grand hôtel sont situés sur la plage, et le camping scout international de Ghajn Tuffieha se trouve à proximité, ouvert toute l'année. Un terminus de bus et un parking sont situés à Golden Bay'.

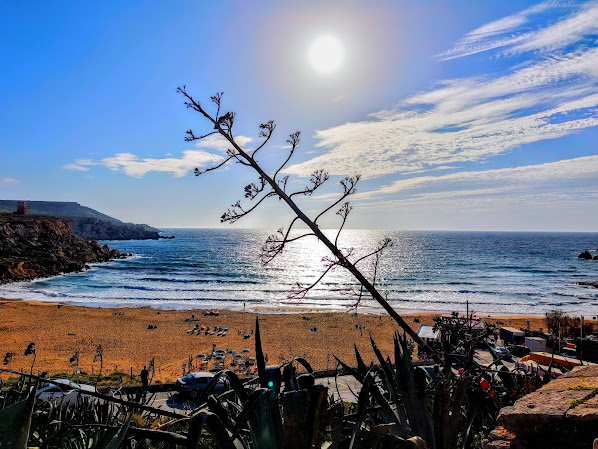
Un agave patiné ou un cactus centenaire se dresse en sentinelle sur le sable doré de Golden Bay, à Malte, offrant un contraste unique entre l'aride et l'aquatique.